# Micoșlaca, Alba
Micoșlaca (în maghiară Miklóslaka) este un sat ce aparține orașului Ocna Mureș din județul Alba, Transilvania, România.

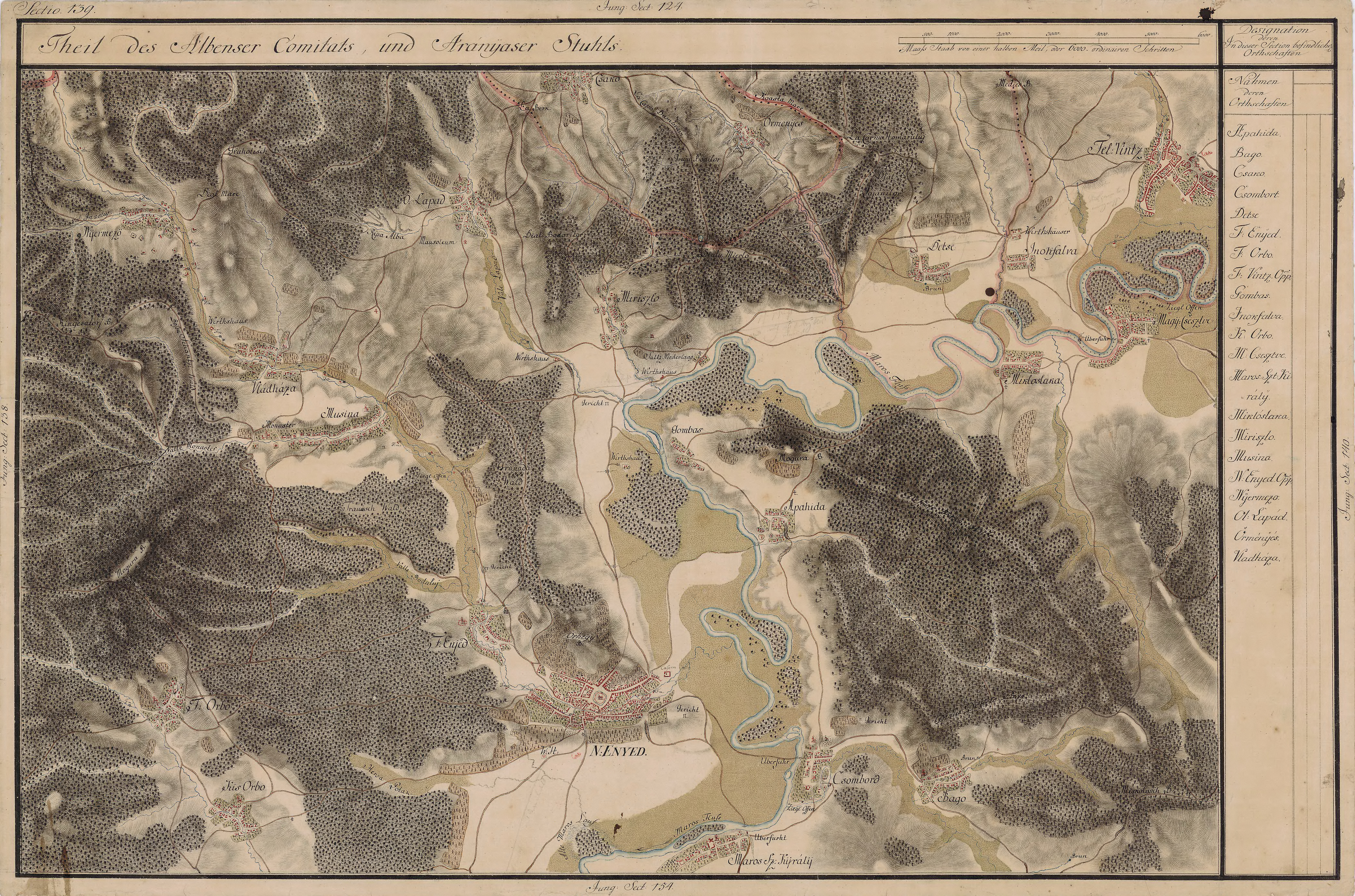
Micoşlaca pe Harta Iosefină a Transilvaniei, 1769-73

## Date geografice
Localitatea este situată pe malul Mureșului, la o distanță de 6 km de orașul Ocna Mureș.
Localitățile învecinate sunt: Cisteiul de Mureș, Inoc, Decea și Păgida. Satul este înconjurat de păduri de gorun și alte foioase și conifere în partea de răsărit, iar în partea de apus este înconjurat de râul Mureș. Pământurile de aici sunt foarte fertile, fiind aproape de apa și zona plană, tocmai de aceea ocupația principală a locuitorilor este agricultura.

## Istoric
Pe Harta Iosefină a Transilvaniei din 1769-1773 (Sectio 139) localitatea apare sub numele de „Mikloslaka”. 
Numele satului Micoșlaca vine de la două cuvine din limba maghiară: Mikloș și laka, care se traduc prin "locul lui Mikloș" sau "locul lui Mikes" (o familie nobiliară maghiară din localitatea învecinată Cisteiu de Mureș), fiind împărțite părerile în acest sens. 
Atestarea documentară a satului este anul 1332, când apare în documentele vremii ca Mikloșlaka. Satul s-a format pe pamânturile grofului, unde acesta își avea grajdurile și la care lucrau iobagi români si unguri. În vechime existau case răzlețe de români, conform spuselor bătrânilor satului, așezate lângă pădurea din apropiere, lucru atestat și de descoperirile arheologice facute in aceste locuri. În decursul timpului românii i-au întrecut numeric pe unguri, ajungând sa îi asimileze pe aceștia, dovada fiind numeroasele nume de familii ungurești românizate ca: Verdeș, Lobonț, Tot, Bad, cât și nume topografice ca și: Cotul lui Andriș, Moara lui Andriș sau Cimitirul unguresc. Localitatea apare amintită și în conscripțiile bisericești sau de stat din anii 1733, 1750, 1766, 1767, 1805, 1831, 1854, 1857, 1900. Fiind un pământ foarte fertil, ocupația acestor oameni a fost agricultura, creșterea animalelor și cultivarea viței de vie. Cu timpul numărul românilor a crescut, ajungând ca în jurul anului 1900, populația satului sa fie de aproximativ 6oo de suflete, ca în anul 2009 să mai fie doar aproximativ 300. În momentul actual satul este format în majoritate din oameni in vârstă și foarte puțini tineri. 

## Obiective turistice
Obiectivele de interes turistic din zonă sunt: biserica ortodoxă, expoziția de obiecte religioase vechi din casa parohială, școala cu clasele I-IV, Căminul Cultural, o clădire veche locuită (aparținând în vechime familiei nobiliare Mikes, cu pivnițe impunătoare) și zona din apropierea pădurii și a râului Mureș (Mureșul trece pe lângă biserica satului).

## Galerie de imagini

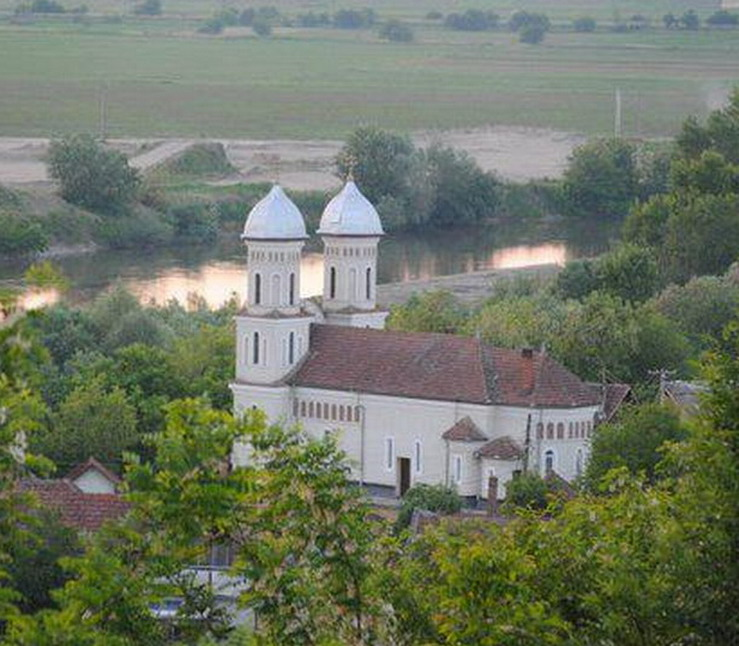
Biserica ortodoxă